# Leiv Igor Devold
Leiv Igor Devold (ur. 24 marca 1977 w Warszawie) – norweski reżyser filmowy.
W 2015 wyreżyserował film pełnometrażowy dokumentalny pt. „Den tilfeldige rockestjernen” (The accidental rock star) o zespole Kaizers Orchestra, film miał dystrybucje kinową w Norwegii. Film otrzymał dwie nominacje do Norweskiej nagrody filmowej Amanda (najlepszy dźwięk i najlepszy montaż). Film otrzymał Amandę za najlepszy montaż i też nominacje za najlepszy dokument nordycki podczas największego festiwalu filmów dokumentalnych w Skandynawii CPH:DOX w Kopenhadze. Film otrzymał także dwie nagrody „Kanonprisen” podczas festiwalu Kosmorama w Trondheim, w tym nagrodę publiczności za najlepszy film norweski z 2015 roku. Jego debiut pełnometrażowy fabularny "Norwegian Dream" zdobył trzy nominacje do Norweskich Nagród Filmowych Amanda w 2023 roku, za najlepszy aktor (Hubert Miłkowski), scenariusz (m.in. Justyna Bilik) i reżyserie (Devold). FIlm zdobył tez nagrodę Jantar podczas festiwalu Młodzi i Film w Koszalinie (nagroda dla Patryka Kina).

## Życiorys
Ukończył studia magisterskie na kierunku reżyserii w Polskiej Szkole Filmowej w Łodzi (PWSFTviT) oraz licencjackie na kierunku medioznawstwo na Uniwersytecie w Oslo z dwuletnią specjalizacją w reżyserii dokumentalnej (Lillehammer University College). Jego filmy pokazywano na festiwalach w Europie, Azji i Ameryce Północnej.
W 2009 roku Devold otrzymał stypendium polskiego Ministra kultury „Młoda Polska”.
W latach 2010–2013 był szefem wydziału dokumentalnego w Norweskiej Szkole Telewizyjnej w Lillehammer University College, do 2014 wykładowca tej uczelni. 2014 - 2017 był odpowiedzialny za filmy organizacji pozarządowej Norweskiej Kreftforeningen. Od 2017 wykładowca na Uniwersytecie NTNU w Trondheim.
Od 2016 aktywny działacz Komitetu Obrony Demokracji „KOD Oslo”, który organizuje manifestacje i spotkania w Norwegii. Bierze też udział w publicznych debatach, krytykując politykę PiS-u, a także Polski Instytut Sztuki Filmowej i zmiany w kadrze tej instytucji.
W 2017 roku otrzymał nominacje do Prix Europa za film dokumentalny "Thea – to somre, en vinter". W 2022 został przewodniczącym Norweskiej Gildii Reżyserów (NFR).

## Filmografia
- "Norwegian Dream" 97 min (2023). Zdjęcia: Patryk Kin.
- „Thea – to somre, en vinter" 46 min (2017). Zdjęcia: Łukasz Zamaro.
- „Den tilfeldige rockestjernen” 87 min (2015). Zdjęcia: Grzegorz Korczak
- „Mój norweski dziadek” 17 min (2010). Zdjęcia: Grzegorz Korczak
- „Agata i mnisi” 45 min (2009). Zdjęcia: Radosław Ładczuk
- „Falstart” 27 min (2007). Zdjęcia: Radosław Ładczuk
- „Pomoc Szymona” 28 min (2007). Zdjęcia: Filip Drożdż
- „Zawód: Reżyser. Andrzej Barański” 27 min (2007). Zdjęcia: Jakub Giza
- „Dziennikarz” 8 min (2004). Zdjęcia: Radosław Ładczuk
- „Jutro” 11 min (2004). Zdjęcia: Szymon Lenkowski

## Nagrody
- Wybitny Polak za granicą, z dziedziny kultury (2012). Fundacja Polskiego Godła Promocyjnego przy współpracy z Senatem Rzeczypospolitej Polskiej, Ministerstwem Spraw Zagranicznych RP, Kancelarią Prezydenta RP i Stowarzyszeniem „Wspólnota Polska” rozdała nagrody wybitnym Polakom w Norwegii[12].

„Norwegian Dream”:
- Nominowany do „Amanda” Norweska nagroda filmowa za najlepszą reżyserię, najlepszy scenariusz (Justyna Bilik) i za najlepszą męska rolę (Hubert Miłkowski)[13].
- Cardiff (Iris Prize LGBTQ+ Film Festival) - Nagroda za najlepszą rolę męską dla Huberta Miłkowskiego[14].
- Koszalin (Koszaliński Festiwal Debiutów Filmowych "Młodzi i Film") - Nagroda za zdjęcia dla Patryka Kina[15].

„Accidental rockstar”:
- „Amanda” Norweska nagroda filmowa za najlepszy montaż.
- „Kanonprisen” nagroda publiczności podczas festiwalu Kosmorama w Trondheim.
- „Kanonprisen” nagroda za najlepszy dźwięk podczas festiwalu Kosmorama w Trondheim.

„Falstart”:
- Najlepszy scenariusz na norweskim festiwalu krótkich filmów w Grimstad 2008 dla Krzysztofa Śliwki.
- Wyróżnienie na festiwalu krótkich filmów w Grimstad 2008.
- Film nominowany do polskiej nagrody filmu niezależnego (im. Machulskiego) w kategoriach: najlepsza reżyseria (Leiv Igor Devold), najlepszy aktor (Marcin Sztabiński) i najlepszy autor zdjęć (Radosław Ładczuk).

„Jutro”:
- II nagroda na festiwalu filmowym New York University „Next reel”, 2005.
- Wyróżnienie na festiwalu filmowym w Cieszynie, 2006.

„Dziennikarz”:
- II nagroda na festiwalu „Młodzi i film” w Koszalinie, 2004.
- Wyróżnienie za zdjęcia na festiwalu filmowym „Etiuda” w Krakowie, 2004.
- Wyróżnienie na festiwalu filmowym „Turek”, 2005.
- Wyróżnienie na norweskim festiwalu krótkich filmów w Grimstad 2005.